# Claude Piquemal
Pour les articles homonymes, voir Piquemal.
Claude Piquemal, né le 13 mars 1939 à Siguer (Ariège), est un athlète français spécialiste du 100 et du 200 mètres.

## Biographie et carrière sportive
Il quitte avec ses parents l'Ariège dont il est originaire en 1954, son père étant nommé chef de chantier à la base aérienne de Crucey, en Eure-et-Loir. Il entre à la section industrielle du collège Rotrou de Dreux et passe en 1957 son C.A.P. et son brevet d'ajusteur. Son professeur d'éducation physique et sportive, Monsieur Lavaux, le remarque, lui donne le goût de l'athlétisme et le fait entrer au Dreux Athletic Club.
À ses débuts, il concourt dans toutes les disciplines de l'athlétisme et en termine très souvent premier. En 1957, à Nogent-le-Rotrou, aux championnats d'Eure-et-Loir, en catégorie juniors, il gagne les compétitions du saut en hauteur (1,68 m), de triple saut (12,56 m), de saut en longueur (6,20 m) et de relais, et à Nantes, aux championnats régionaux, il remporte les compétitions de saut en longueur, de saut en hauteur, de triple saut et le 100 mètres.
Licencié au Racing Club de France, il remporte le 100 mètres des Championnats de France 1960 de Colombes (10 s 5) après avoir disputé une course supplémentaire face à Jocelyn Delecour, les deux hommes ayant terminé à égalité lors de la finale. Lors de ses premiers Jeux olympiques, à Rome, le Français est éliminé en quart de finale du 100 m et au premier tour du relais 4 × 100 m après disqualification. En 1962, à Belgrade, Claude Piquemal devient champion d'Europe du 100 mètres, devant Jocelyn Delecour, en réalisant le temps de 10 s 4 en finale. Il fait partie des trois athlètes français titrés sur cette épreuve avec Étienne Bally (en 1950) et Christophe Lemaitre (en 2010). Vainqueur de son deuxième titre national sur 100 m en 1963, toujours devant Delecour, il remporte la médaille d'or des Jeux méditerranéens de Naples devant l'Italien Livio Berruti. 
Sélectionné pour les Jeux olympiques de 1964 se déroulant à Tokyo, il est éliminé en demi-finale du 100 mètres en 10 s 5 après avoir amélioré son record personnel lors du tour précédent avec 10 s 4. Aligné par ailleurs dans l'épreuve du 4 × 100 m, Claude Piquemal, troisième relayeur, remporte la médaille de bronze en compagnie de Paul Genevay, Bernard Laidebeur et Jocelyn Delecour. L'équipe de France établit le temps de 39 s 3 et s'incline face aux États-Unis (39 s 0 - nouveau record du monde) et la Pologne. Le 11 juin 1965, à Charlety, Claude Piquemal établit un nouveau record de France du 200 mètres en 20 s 5, améliorant de deux dixièmes de seconde la précédente marque appartenant à Roger Bambuck. Il réalise par ailleurs cette même année le meilleur temps de sa carrière sur 100 mètres avec 10 s 33 (chronométrage électrique). L'année suivante, le Racingman ne parvient pas à conserver son titre continental du 100 m. Lors des Championnats d'Europe de Belgrade, Piquemal termine troisième de la finale en 10 s 5, derrière le Polonais Wieslaw Maniak et son compatriote Roger Bambuck. En fin de compétition, le relais 4 × 100 m français composé de Marc Berger, Jocelyn Delecour, Claude Piquemal et Roger Bambuck, remporte le titre européen devant l'URSS et la RFA.
Claude Piquemal décroche une nouvelle médaille olympique lors des Jeux de Mexico, en 1968. Il termine troisième de la finale du relais 4 × 100 m aux côtés de Gérard Fenouil, Jocelyn Delecour et Roger Bambuck, se classant avec le temps de 38 s 4 derrière les États-Unis et Cuba.

## Palmarès

### International
- 47 sélections en Équipe de France A

| Année | Compétition           | Lieu     | Place | Épreuve   |
| ----- | --------------------- | -------- | ----- | --------- |
| 1962  | Championnats d'Europe | Belgrade | 1er   | 100 m     |
| 1963  | Jeux méditerranéens   | Naples   | 1er   | 100 m     |
| 1963  | Jeux méditerranéens   | Naples   | 2e    | 4 × 100 m |
| 1964  | Jeux olympiques       | Tokyo    | 3e    | 4 × 100 m |
| 1966  | Championnats d'Europe | Budapest | 3e    | 100 m     |
| 1966  | Championnats d'Europe | Budapest | 1er   | 4 × 100 m |
| 1968  | Jeux olympiques       | Mexico   | 3e    | 4 × 100 m |

### National
- Champion de France du 100 m en 1960 et 1963

## Records
- Recordman du monde au relais 4 × 100 m en 1967, en 38 s 9
- Recordman d'Europe au relais 4 × 100 m en 1964, 1967 (3×) et 1968 (4×)
- Recordman de France du 200 m en 20 s 5 en 1965